# Parco nazionale Lomsdal-Visten
Il parco nazionale Lomsdal-Visten è un parco nazionale della Norvegia, nella contea di Nordland. È stato inaugurato a maggio 2009 e occupa una superficie di 1.102 km².